# Single Point of Contact
El terme Single Point of Contact (Punt Únic de Contacte) o SPOC s'utilitza a nivell tècnic per a referir-se al punt central de contacte per a mantenir la comunicació amb clients i usuaris. Per a ITIL, el Service Desk hauria de ser l'SPOC de l'empresa, de manera que totes les comunicacions entre usuaris/clients i departament IT passessin per un mateix canal.